# Trnje (Trebnje, Slovenija)
Trnje je naselje u slovenskoj Općini Trebnju. Trnje se nalazi u pokrajini Dolenjskoj i statističkoj regiji Jugoistočnoj Sloveniji. 

## Stanovništvo
Prema popisu stanovništva iz 2002. godine naselje je imalo 27 stanovnika.